# Rocca Corneille
La rocca Corneille (in francese rocher Corneille) è un collo vulcanico in basalto di 132 metri di altezza culminante a 741 metri d'altitudine s.l.m. a Puy-en-Velay, nel dipartimento francese dell'Alta Loira, sul quale si erge la statua di Notre-Dame de France.

## Geografia
La rocca Corneille si trova sui monti del Velay, facenti parte del Massiccio centrale, nel centro della città di Puy-en-Velay.
Alla sua base si trovano il centro storico della città di Puy-en-Velay e il bosco del Grand Séminaire alle sue spalle, classificato come monumento naturale con decreto del 20 giugno 1910, con una superficie di 2,63 ha.
Sulla sua sommità troneggia la monumentale statua di Notre-Dame de France, costruita nel secolo XIX, utilizzando il materiale dei cannoni catturati al nemico durante l'assedio di Sebastopoli, nel corso della guerra di Crimea, e sui progetti di Jean-Marie Bonnassieux.

## Geologia
Il rocher Corneille è la parte inferiore del camino di un antico vulcano. Lastre provenienti dalla parte alta sono scivolate in essa nel corso delle eruzioni. La rocca è dunque la vestigia profonda di un camino vulcanico atipico, costituito dal riempimento di pannelli crollati nel corso delle eruzioni successive.
Come la rocca d'Aiguille, l'origine geologica della rocca Corneille non è stata ben compresa che dopo lo studio dettagliato dell'eruzione del vulcano Surtsey in Islanda nel 1963. L'acqua che ricopriva anticamente il bacino del Puy con una profondità probabile da 40 a 200 metri ha offerto al vulcanesimo situato sotto questo bacino, per interazione del magma e dell'acqua, le condizioni propizie alla creazione di strutture basaltiche palagonitizzate. Il rocher materializza l'antico camino del vulcano, attivo probabilmente tra i 5 e gli 0,3 milioni d'anni fa e oggi estinto.

## Storia
La rocca Corneille è stato sfruttato come cava dall'epoca romana fino al 1840. Esso ha contribuito a formare il suo aspetto che appariva, secondo le epoche, come un volto del re di Francia Enrico I, di Gargantua o d'un merletto.

## La statua
La statua rappresenta la Vergine Maria incoronata di stelle, in piedi su un semi-globo terrestre ove ella schiaccia con il piede un serpente, mentre tiene in braccio il Bambino Gesù che benedice la città e la Francia; s'innalza su un piedestallo in arcose di Blavozy di 6,70 metri di altezza e misura ella stessa 16 metri, per una circonferenza di 17. I piedi della Vergine sono ciascuno di 1,92 m, il suo avanbraccio 3,75 m, la sua mano di 1,56 m e la circonferenza della testa del Bambino Gesù 4,80 m.
La sua massa totale è stimata in 835 tonnellate, di cui 680 per il piedestallo, 110 per la statua (di cui 1,1 per la testa del Bambino Gesù e 600 kg per il suo braccio che benedice la città) e 45 per il suo rivestimento.
Concepita come struttura autoportante, essa è composta di un centinaio di parti in ghisa fissate tra loro da grossi bulloni. Una scala in pietra composta da 33 gradini è sistemata nel piedestallo e permette di accedere all'interno della statua che è cavo e contiene una scala a chiocciola in ghisa di 58 gradini che serve tre piani, prolungata da una scala di 16 pioli che permette di accadere alla corona della Vergine. A ogni livello quattro piccole aperture offrono un panorama sulla città di Puy e sui suoi dintorni.